# لهجه شهرضایی
لهجه شهرضایی (قمشه‌ای) یکی از لهجه‌های زبان فارسی است. فارسی شهرضایی لهجه‌ای از فارسی معیار است که با آن تفاوت‌های آوایی، واژگانی و گهگاه ساخت‌واژه‌ای دارد. تفاوت لهجه شهرضایی با دیگر لهجه‌های زبان فارسی، هم در زیر و زبر آوایش واژه‌ها می‌باشد، و هم در آهنگ ادای جمله‌ها است. لهجه شهرضایی از نظر واژگان شبیه لهجه اصفهانی و از نظر بیان مانند لهجه نجف‌آبادی است.
عمدهٔ تفاوت این لهجه با لهجهٔ تهرانی، در استفاده از مصوت‌های (زیر و زبر آوایش) متفاوت در اغلب کلمات است. مثال‌ها:
استفاده از کسره به جای فتحه مثلا «اومِد» به جای «اومَد»، «سلامِت» به جای «سلامَت»، «علومِت» به جای «علامَت»، «نمِک» به جای «نمَک»
مصوت بلند «او» به جای کسره، مثلا «بوگو» به جای «بِگو».
مصوت بلند «ای» به جای کسره، مثلا «چیطوری» به جای «چِطوری»، «بیشین» به جای «بِشین».
مصوت بلند "آ" به جای ضمه، مثلا "کار آ بار چیطورس؟" به جای "کارُ بار چِطوره؟"،
مصوت کوتاه فتحه به جای «آ»، مثلا «چَی» به جای «چای»، «دَی» به جای «دایی»، «میخَی» به جای «میخوای»، «حَجی» به جای «حاجی»
در برخی موارد مصوت‌های Ü و Ö نیز (که در لهجه لُری و زبان تُرکی نیز به کار می‌رود)، در این لهجه به کار می‌رود. مثلا "بود"، "Büd" تلفظ می‌شود. یا "گودال"، "Gödal" تلفط می‌شود.
«ت» ضمیر دوم شخص مفرد و دوم شخص جمع را «د» تلفظ می‌کنند. مثلا «حالِتون خوبه» را «حالدون خوبِس» می‌گویند. یا می‌گویند «حالُد چیطورس» به جای «حالِت چِطوره».
حروف حلقی عربی، مثل «ع»، «ح»، که در اغلب لهجه‌های فارسی خفیف و به صورت «ا» و «ه» تلفظ می‌شود، در این لهجه با غلظت شدید بیان می‌شود. از این جهت، شبیه لهجه‌هایی مثل دزفولی و نیشابوری است. حتی گاهی برعکس، «ه»، «ح» تلفظ می‌شود. مثلا «لِه» را «لِح» می‌گویند.
در مورد ضمایر، وقتی ضمیر مالکیت «م»، به اسم بچسبد، «ُم» خوانده می‌شود، مثلا «کتابُم پیش شوما مونده‌س»، به جای «کتابَم پیش ِ شما مونده». ولی وقتی به فعل بچسبد، همان «َ م» خوانده می‌شود. مثلا «رفتَم» را همان «رفتَم» می‌گویند و مثل لهجه‌های جنوبی ایران «رفتُم» نمی‌گویند.
از «چی» تصغیر به مراتب بیش‌تر از لهجه‌های دیگر استفاده می‌شود. مثلا «میزچی» به معنای میز کوچک. یا «قاشوقچی» به معنای «قاشق کوچک».

#### نمونه‌های لهجهٔ شهرضایی
یکی از کسانی که با سرودن اشعار فولکلور محلی به لهجهٔ قمشه‌ای، کمک زیادی به ماندگار شدن این لهجه کرده است، بهرام سیاره (پریش) است. نمونه‌ای از اشعار پریش به لهجهٔ قمشه‌ای:   